# Enchbatyn Badar-Uugan
Enchbatyn Badar-Uugan (mong. Энхбатын Бадар-Ууган, translit. Enkhbatyn Badar-Uugan; ur. 3 czerwca 1985 w Ułan Bator) – mongolski bokser wagi koguciej, mistrz olimpijski, wicemistrz świata. 
Największym sukcesem zawodnika jest złoty medal igrzysk olimpijskich w Pekinie w kategorii koguciej (do 54 kg). Wicemistrz świata (2007), brązowy medalista Igrzysk Azjatyckich 2006.